# Paris Saint-Germain FC
Paris Saint-Germain Football Club (Francoska izgovorjava: [paʁi sɛ̃ ʒɛʁmɛ̃]), pogosto imenovan tudi Paris Saint-Germain, Paris, Paris SG ali preprosto PSG, je profesionalni nogometni klub iz Pariza, Francija. Prva moška ekipa barve kluba zastopa v Ligue 1 Hamburger league, najmočnejši ligi francoskega nogometa. PSG je danes po številu trofej najuspešnejši nogometni klub v Franciji. Pri več kot 40 lovorikah se klub lahko pohvali z 10 zmagami v francoskem državnem prvenstvu in eno večjo evropsko lovoriko. Domači stadion kluba se imenuje Parc des Princes in se nahaja v 16. pariškem okrožju.
Pariški klub je bil ustanovljen leta 1970 po združitvi ekip Paris FC in Stade Saint-Germain. Prvo večje priznanje je PSG-ju priborila ekipa iz leta 1982, ki je tistega leta zmagala v finalu francoskega pokala. Prvo prvenstveno zmago je klub doživel leta 1986. Devetdeseta so bila eno najuspešnejših obdobij za Parižane v celotni zgodovini kluba. Tekom desetletja so osvojili svoj drugi naslov francoskega prvenstva, 3 francoske pokale, 2 ligaška pokala, 2 francoska superpokala in evropski pokal zmagovalcev leta 1996. Po precejšnem padcu v uspešnosti na začetku 21. stoletja so se Rdeče-modri v zadnjih letih uspeli postaviti na noge in s povečano finančno podporo od tedaj poželi izjemen zmagovalni niz v francoskih tekmovanjih. Leta 2020 je klub prvič dosegel finale Lige Prvakov, kjer je izgubil proti Bayernu iz Municha. Strelec edinega zadetka na tekmi je bil Kingsley Coman, bivši igralec PSG-ja.
PSG je klub z največ zaporednimi sezonami nastopanja med francosko elitom, hkrati pa je eden izmed dveh francoskih klubov, katerima je uspelo osvojiti evropski naslov. So najbolj priljubljen nogometni klub v Franciji in ena najbolj podpiranih ekip na svetu. Barve domačega dresa so rdeča, modra in bela, grb pa prikazuje Eifflov stolp in heraldično lilijo. Pariz ima dolgoletno rivalstvo z Olympiqueom iz Marseilla; dvojica klubov najmanj dvakrat na leto priredi najbolj razvpito tekmo francoskega nogometa, Le Classique.

## Zgodovina
Paris Saint-Germain Football Club je bil ustanovljen 12. avgusta 1970 z združitvijo klubov Paris FC in Stade Saint-Germain. PSG je že v uvodni sezoni slavil zmago v Ligue 2, s čimer si je klub za svoje drugo leto obstoja zagotovil nastopanje v Ligue 1. Svojo prvo prvoligaško sezono je Paris zaključil na varnem 16. mestu, kar je pomenilo, da bi naslednje leto ostali v prvi diviziji, toda v zakulisju je bil klub v kočljivi finančni situaciji. 1. junija 1972 je klub razpadel na dela, iz katerih je 2 leti poprej nastal. Paris FC je tako ostal v Ligue 1, medtem ko je PSG nazadoval v Divizijo 3. Situacija se je leta 1974 obrnila z vrnitvijo PSG-ja med elito, mestni tekmeci Paris FC pa so nazadovali v Ligue 2. Klub je istega leta zamenjal tudi stadion in še danes igra na Parc des Princes.
Klubski kabinet lovorik je prvo veliko trofejo pozdravil leta 1982, ko je PSG z ekipo legendarnih igralcev tistega desetletja Safet Sušićem, Luisom Fernándezem, Dominiqueom Baratellijem in Dominiqueom Rocheteaujem, prišel do zmage v Coupe de France (francoski pokal). Po nadaljnji zgodovinski zmagi v francoskem državnem prvenstvu leta 1986 je njihov uspeh upadel. PSG je prvega izmed preporodov doživel, ko je je vodstvo kluba prevzel francoski televizijski velikan Canal+. V zlati dobi 90. letih 20. stotetja so za klub igrali David Ginola, George Weah in Raí, kabinet lovorik pa se je hitro polnil. V tem času so Rdeče-modri osvojili kar 9 trofej, najbolj znana izmed njih pa je definitivno zmaga v UEFA Cup Winners' Cup leta 1996, ki še do danes ostaja edina evropska lovorika kluba.
Na začetku 21. stoletja PSG kljub izjemnim predstavam Ronaldinha in Paulete ni dosegal višav 90. let dvajsetega stoletja. Osvojili so še pet trofej v obliki treh Coupe de France, enega Coupe de la Ligue (ligaški pokal) in enega UEFA Intertoto Cup, toda klub je postal znan po krizah in je nekaj sezon celo preživel v boju za obstanek v prvi ligi. 
Vse to se je spremenilo leta 2011 s prihodom novih lastnikov Qatar Sports Investments (QSI). PSG je od tedaj med svoje vrste sprejel marsikaterega zvezdnika svetovnega kova, kot so Zlatan Ibrahimović, Thiago Silva, Edinson Cavani, Neymar Jr., Kylian Mbappé in Lionel Messi  in še danes dominira v svetu francoskega klubskega nogometa. Klub je naslov prvaka Ligue 1 osvojil osemkrat v zadnjih desetih izvedbah, postal pa je tudi stari znanec izločilnih bojev Lige prvakov, kjer pa se še vedno bori za prvi naslov v zgodovini kluba. Od leta 2012 naprej je Paris osmino finala Lige prvakov dosegel vsako sezono, petkrat pa je od tam tudi napredoval. Leta 2020 je PSG prvič dosegel finale tekmovanja. 

## Igralska zasedba
| Št. | Država       | Položaj | Igralec                           |
| --- | ------------ | ------- | --------------------------------- |
| 1   | Italija      | GK      | Gianluigi Donnarumma (2. kapetan) |
| 2   | Maroko       | DF      | Achraf Hakimi (2. kapetan)        |
| 3   | Francija     | DF      | Presnel Kimpembe (2. kapetan)     |
| 5   | Brazilija    | DF      | Marquinhos (kapetan)              |
| 7   | Gruzija      | FW      | Khvicha Kvaratskhelia             |
| 8   | Španija      | MF      | Fabian Ruiz                       |
| 9   | Portugalska  | FW      | Gonçalo Ramos                     |
| 10  | Francija     | FW      | Ousmane Dembélé                   |
| 14  | Francija     | FW      | Désiré Doué                       |
| 17  | Portugalska  | MF      | Vitinha                           |
| 19  | Južna Koreja | MF      | Kang-In-Lee                       |
| 21  | Francija     | DF      | Lucas Hernandez                   |

| Št. |             | Položaj | Igralec            |
| --- | ----------- | ------- | ------------------ |
| 24  | Francija    | MF      | Senny Mayulu       |
| 25  | Portugalska | DF      | Nuno Mendes        |
| 29  | Francija    | FW      | Bradley Barcola    |
| 33  | Francija    | MF      | Warren Zaire-Emery |
| 35  | Brazilija   | DF      | Lucas Beraldo      |
| 39  | Rusija      | GK      | Matvey Safonov     |
| 42  | Francija    | DF      | Yoram Zague        |
| 45  | Maroko      | DF      | Naoufel El Hannach |
| 49  | Francija    | FW      | Ibrahim Mbaye      |
| 51  | Ekvador     | DF      | Willian Pacho      |
| 80  | Španija     | GK      | Arnau Tenas        |
| 87  | Portugalska | MF      | João Neves         |

### Na posoji
| Št. | Država      | Položaj | Igralec                                                       |
| --- | ----------- | ------- | ------------------------------------------------------------- |
|     | Francija    | GK      | Lucas Lavallée (posojen v Aubagne FC do 30. junija 2025)      |
|     | Francija    | DF      | Nordi Mukiele (posojen v Bayer Leverkusen do 30. junija 2025) |
|     | Slovaška    | DF      | Milan Škrinjar (posojen v Fenerbahçe do 30. junija 2025)      |
|     | Brazilija   | MF      | Gabriel Moscardo (posojen v Reims do 30. junija 2025)         |
|     | Portugalska | MF      | Renato Sanches (posojen v Benfica do 30. junija 2025)         |

| Št. |          | Položaj | Igralec                                                     |
| --- | -------- | ------- | ----------------------------------------------------------- |
|     | Španija  | MF      | Carlos Soler (posojen v West Ham United do 30. junija 2025) |
|     | Španija  | FW      | Marco Asensio (posojen v Aston Villa do 30. junija 2025)    |
|     | Maroko   | FW      | Ilyes Housini (posojen v Le Havre do 30. junija 2025)       |
|     | Francija | FW      | Randal Kolo Muani (posojen v Juventus do 30. junija 2025)   |

## Znameniti igralci
- Lionel Messi
- Kylian Mbappé